# Exallage
Exallage é um género botânico pertencente à família Rubiaceae.